# Another Day in Paradise
Another Day In Paradise (Další Den v Ráji) je první singl z úspěšného alba ...But Seriously Phila Collinse. V písni zpěvák poukazuje na problém bezdomovectví. Song je značně jiný než songy z předešlého alba Collinse No Jacket Required, nemá v sobě tolik tanečních prvků, které byly na předešlé desce.
Píseň se stala dalším Collinsovým obrovským hitem. V prosinci 1989 se tato píseň stala již sedmým vítězstvím v americké singlové hitparádě. V čele žebříčku se držela čtyři týdny. V britské singlové hitparádě skončila těsně pod vrcholem a to na čísle dvě. Singlová verze je mírně odlišná od albové a to tím, že má kratší předehru. Doprovodný hlas v této písni zastává David Crosby.

## Umístění ve světě
| Hitparáda      | Umístění |
| -------------- | -------- |
| Rakousko       | 2        |
| Austrálie      | 11       |
| Kanada         | 3        |
| Francie        | 8        |
| Německo        | 1        |
| Itálie         | 1        |
| Norsko         | 1        |
| Švédsko        | 1        |
| Velká Británie | 2        |
| USA            | 1        |

## Ukázka textu
Oh think twice, it's another day for
You and me in paradise
Oh think twice, it's just another day for you,
You and me in paradise